# Bogatić (Mačva)
Bogatić (Mačva) (em cirílico: Богатић) é uma vila da Sérvia localizada no município de Bogatić, pertencente ao distrito de Mačva, na região de Mačva. A sua população era de 6470 habitantes segundo o censo de 2011.

## Demografia
| 1948  | 1953  | 1961  | 1971  | 1981  | 1991  | 2002  | 2011  |
| ----- | ----- | ----- | ----- | ----- | ----- | ----- | ----- |
| 5 662 | 6 287 | 6 413 | 6 834 | 7 225 | 7 346 | 7 350 | 6 470 |